# Carl Philipp von Venningen

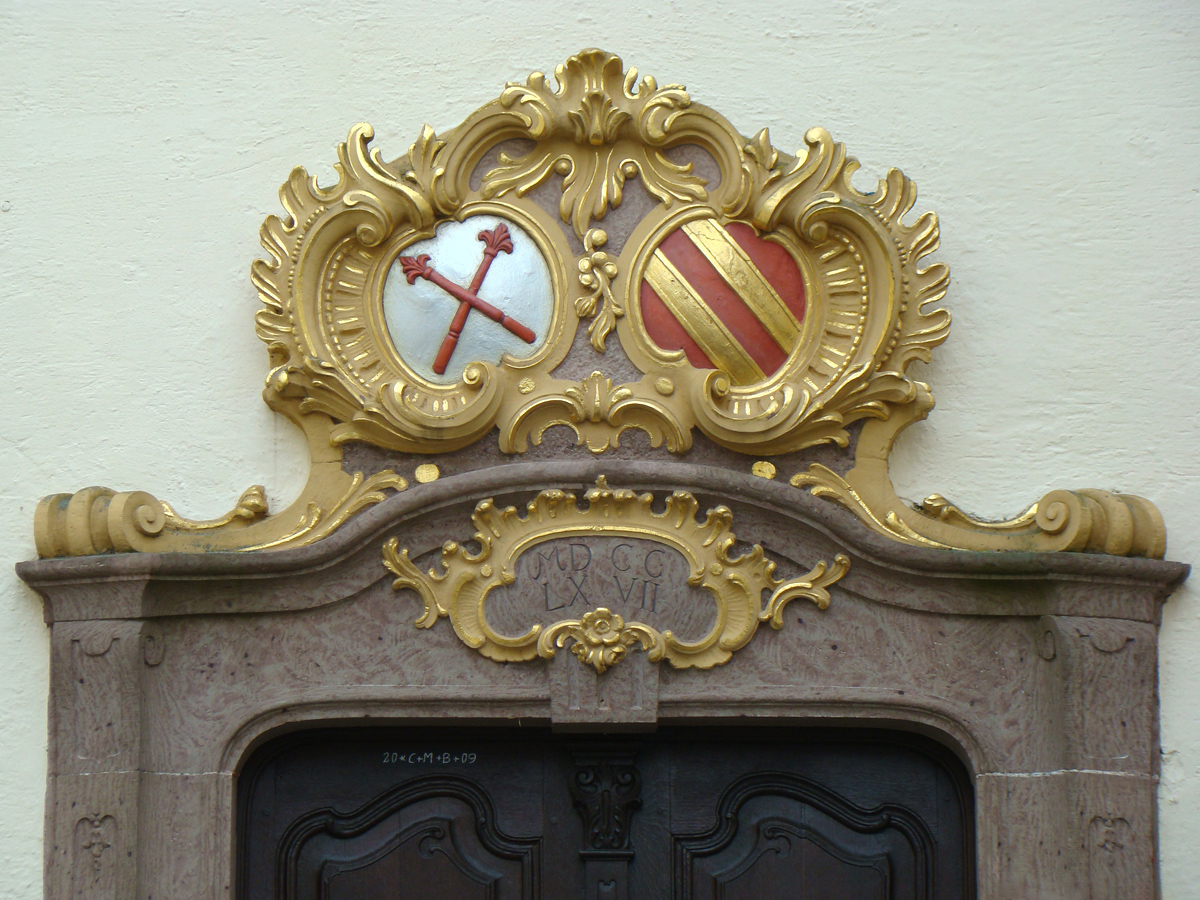
Allianzwappen am Schloss Eichtersheim. Vom Beschauer gesehen: links das des Carl Philipp von Venningen, rechts das seiner Gattin Maria Anna von Hutten

Carl Philipp von Venningen (* 1728; † 27. August 1797 in Eichtersheim) war ein Reichsritter aus der Familie der Herren von Venningen. Er war kurpfälzischer Regierungspräsident. Als Kind war er der letzte lebende männliche Nachkomme der Familie von Venningen und einte so bereits in jungen Jahren den gesamten Familienbesitz im Kraichgau auf sich, wo er das Bild von Eichtersheim und anderen Orten durch eine reiche Bautätigkeit prägte. 

## Familie
Er entstammte dem katholischen Familienzweig der Venninger. Sein Großvater Johann Augustin von Venningen († 1713) war zum Katholizismus konvertiert, dessen Bruder, der kurpfälzischen Generalleutnant Eberhard Friedrich von Venningen (1642–1710) blieb protestantisch. Carl Philipp von Venningen wurde als Sohn von Carl Ferdinand von Venningen (1693–1731) und Elisabeth Claudia Reich von Reichenstein geboren. Der Bruder Christian von Venningen starb 1731 im Kindesalter, die Schwester Maria Anna beiratete 1754 Carl Ferdinand von Hatzfeld und war die Mutter des preußischen Generals Franz Ludwig von Hatzfeldt. 
Carl Philipp von Venningen war der einzige männliche Nachkomme der Venningen, da alle anderen Familienlinien im Mannesstamm erloschen waren, sein Vater früh starb und sein Bruder auch im Todesjahr des Vaters als Kleinkind starb. Dadurch erbte Carl Philipp im Alter von 3 Jahren den gesamten Familienbesitz. Seine Mutter war herrschaftsrechtlich als Vormund eingesetzt. Sie heiratete 1743 in zweiter Ehe Christoph Philipp von Erthal, Kurmainzer Amtmann sowie Direktor der Lohrer Spiegelmanufaktur und wurde die Stiefmutter von dessen Kindern, u. a. der späteren Fürstbischöfe Friedrich Karl Joseph von Erthal und Franz Ludwig von Erthal. Gemäß dem Lohrer Heimatforscher Karlheinz Bartels ist eine ihrer Stieftöchter (eine Schwester der beiden Fürstbischöfe) das reale Vorbild zur Märchengestalt Schneewittchen. Elisabeth Claudia von Erthal, verwitwete von Venningen, geb. von Reichenstein sei die im Märchen beschriebene böse Stiefmutter.
Carl Philipp heiratete 1750 Maria Anna von Hutten zu Stolzenberg († 1781), eine Großnichte des Speyerer Fürstbischofs und Kardinals Franz Christoph von Hutten zum Stolzenberg. Zwischen 1751 und 1767 wurde dem Paar ein Dutzend Kinder geboren. Sohn Franz Anton (1763–1799) begründete eine 1907 ausgestorbene Eichtersheimer Linie, Sohn Friedrich Anton (1765–1832) begründete die bis heute bestehende Grombacher Linie der Familie.

## Leben

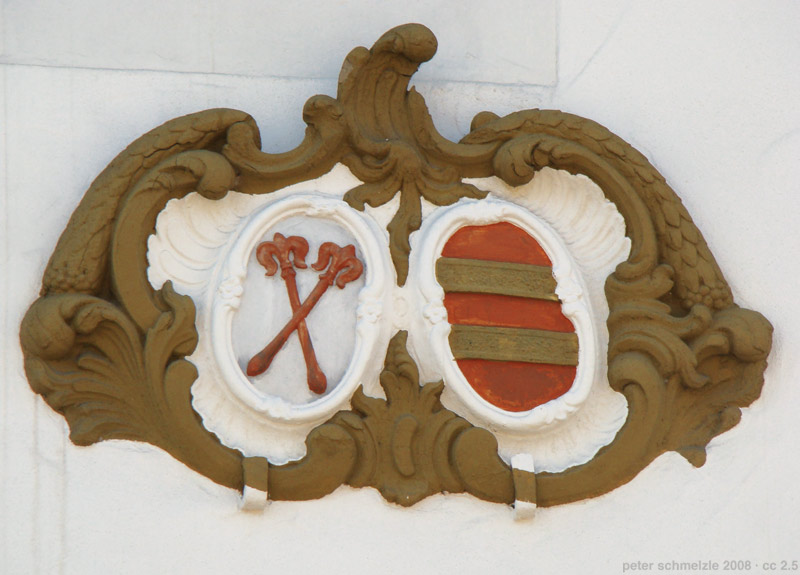
Allianzwappen am Schlösschen Weiler

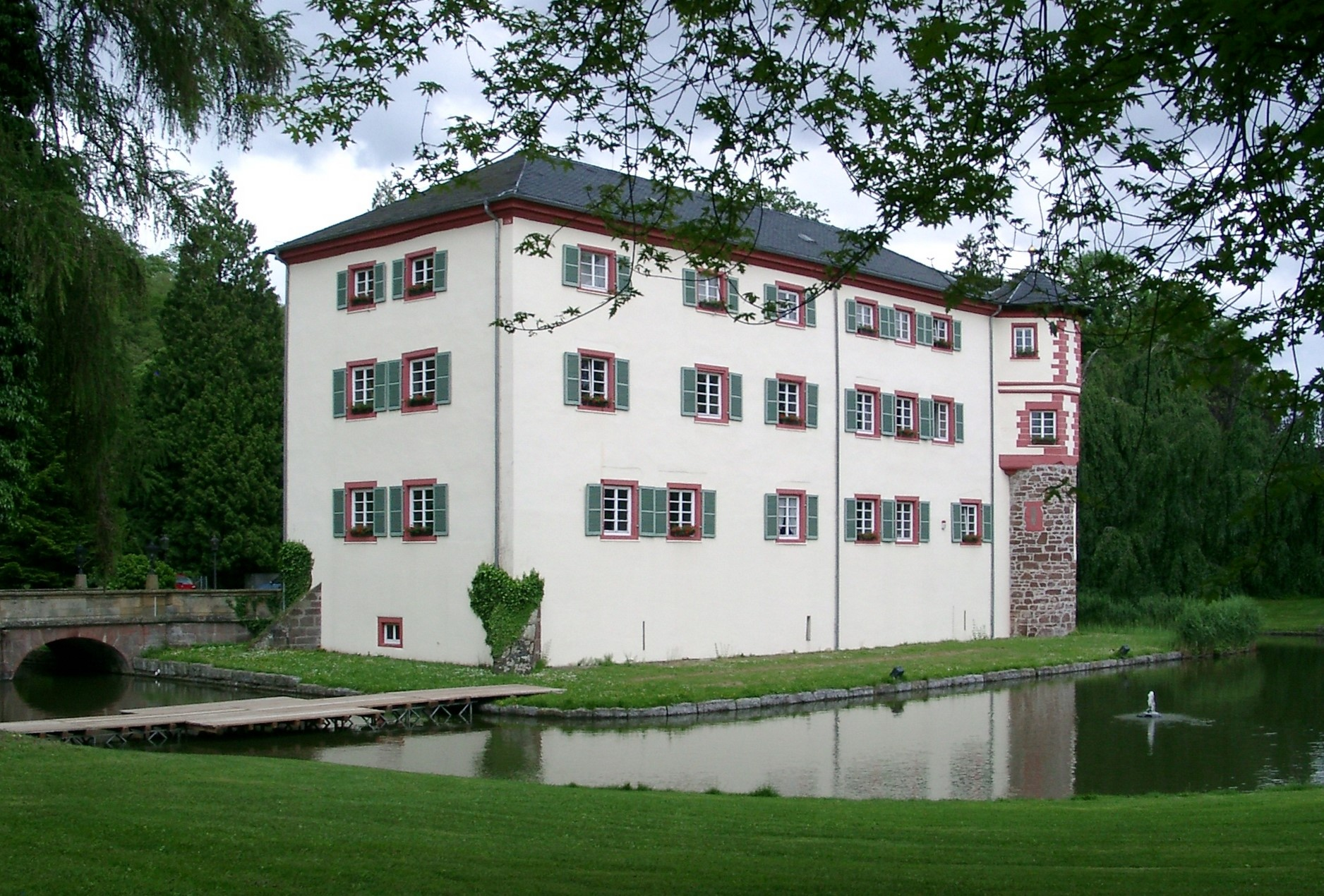
Seitenansicht des Schlosses Eichtersheim, mit Wassergraben und Brücke

Nach dem Studium der Rechtswissenschaften wurde Carl Philipp Kammer- und Hofgerichtsrat in Mannheim und 1750 zum Kurpfälzischen Wirklichen Adligen Regierungsrat mit Sitz und Stimme befördert. Danach wurde er zum Oberappellationsgerichtsrat am Oberappellationsgericht Mannheim und 1765 zum Regierungspräsidenten befördert. Im gleichen Jahr wurde er ebenfalls Oberamtmann und Amtsvorstand beim Oberamt Kreuznach. Für diese Position bekam er die Bezahlung, ohne dort persönlich tätig beziehungsweise präsent sein zu müssen. Er bewohnte das Schloss in Eichtersheim und ein Stadtpalais in Mannheim. 1786 bis 1796 war er Oberkurator der Universität Heidelberg. 1791 verkaufte Carl Philipp von Venningen sein Palais in Mannheim und zog sich in den folgenden Jahren in Eichtersheim nach und nach von seinen Ämtern zurück.
Carl Philipp ließ zwischen 1767 und 1781 das Wasserschloss in Eichtersheim umbauen, 1779 das Rentamt und bis 1782 die katholische Kirche neu errichten. Überdies kaufte er Schloss Agnestal bei Zuzenhausen, welches er vollenden ließ und erbaute Schloss Eschelbronn sowie das Schlösschen Weiler bei Sinsheim. Er war Förderer der St. Anna Wallfahrt in Weiler. Im Laufe seines Lebens erweiterte Carl Philipp von Venningen den ererbten Familienbesitz durch weitere Erwerbungen, so dass er auch in folgenden Orten Besitzrechte hatte: Grombach, Hilsbach, Mühlhausen, Rappenau und Spechbach. Um Erbstreitigkeiten zu vermeiden, wie sie einst häufig bei den Venningen waren, schuf er 1790 einen Familienfideikommiss.
Carl Philipp von Venningen starb am 27. August 1797 und wurde in der Gruft der katholischen Schlosskirche von Eichtersheim beigesetzt, die er 1777 bis 1782 erbauen ließ.

## Auszeichnungen
- 1787 Hubertusorden
- 1790 Orden vom Pfälzer Löwen